# گایوونگکی
گایوونگکی (به لهستانی:  Gajowniki) یک روستا در لهستان است که در گمینا خوروشچ واقع شده‌است.